# بروس دبليو. سميث
بروس دبليو. سميث (بالإنجليزية: Bruce W. Smith)‏ هو محرك صور متحركة ‏ ومنتج أفلام وكاتب سيناريو ومخرج أمريكي، ولد في 6 سبتمبر 1961 في كاليفورنيا في الولايات المتحدة.

## وصلات خارجية
- بروس دبليو. سميث على موقع IMDb (الإنجليزية)
- بروس دبليو. سميث على موقع ألو سيني (الفرنسية)
- بروس دبليو. سميث على موقع أول موفي (الإنجليزية)
- بروس دبليو. سميث على موقع قاعدة بيانات الأفلام السويدية (السويدية)
- بروس دبليو. سميث على موقع قاعدة بيانات الفيلم (الإنجليزية)
- بروس دبليو. سميث على موقع كينوبويسك (الروسية)